# 1211
| 1211               |
| ------------------ |
| Dødsfald - Fødsler |
|                    |

| Gregoriansk kalender | 1211 MCCXI              |
| Ab urbe condita      | 1964                    |
| Armensk kalender     | 660 ԹՎ ՈԿ               |
| Kinesiske kalender   | 3907 – 3908 庚午 – 辛未 |
| Etiopisk kalender    | 1203 – 1204             |
| Jødisk kalender      | 4971 – 4972             |
| Hindukalendere       |                         |
| - Vikram Samvat      | 1266 – 1267             |
| - Shaka Samvat       | 1133 – 1134             |
| - Kali Yuga          | 4312 – 4313             |
| Iransk kalender      | 589 – 590               |
| Islamisk kalender    | 607 – 608               |

Konge i Danmark: Valdemar Sejr 1202-1241
Se også 1211 (tal)

## Dødsfald
- Biskop Pàll Jonsson, Skàlholt, Island